# Prek Sbauv
Prek Sbauv es una aldea de la Provincia de Kompung Thom en Camboya ubicada a 12°41′60′′ de latitud norte y 104°54′0′′ de longitud este, en área central de la llanura camboyana, localizada en la ribera este del río Sen que conecta a la capital provincial, Ciudad de Kompung Thom, con el Lago Sap al suroccidente.
La aldea no está en realidad lejos del centro de la ciudad provincial de Kompung Thom. Cuando la carretera que va de Phnom Penh a Siem Riep llega al puente sobre el río Sen, se va hacia la izquierda, en dirección sur y sobre la vía que recorre la ribera oriental del río. Después de la iglesia católica de Kompung Thom se encuentra una humilde aldea de pescadores sin mayores atractivos.
Prek Sbauv no tiene nada de diferente de cualquier otra aldea campesina camboyana dedicada al cultivo del arroz y a la pesca. Su importancia para la historia del país y del mundo radica en el hecho que es la cuna del célebre líder de los Jemeres Rojos, Saloth Sar, quien pasaría a la historia como Pol Pot. Algunos de los lugareños son parientes de la familia del trágico líder.
- Datos: Q1453641